# 銀色の恋文
『銀色の恋文』（ぎんいろのこいぶみ）は、2009年11月14日の13:15-15:17にフジテレビにて放映された、森繁久彌主演のテレビドラマ。
元々1994年に全国ネットで放送予定であった。編成上の都合で放送されないまま長期間経過していたが、2009年11月10日に森繁が死去したことに伴い、同月14日に関東ローカルで追悼特番として放映された。
共演の中尾ミエの証言によると、撮影時から主演の森繁久彌が死去した際に放映される予定が既にあったために長年放送されなかったとのこと。

## キャスト
- 井崎東吾：森繁久彌
- 井崎浩（東吾の孫・大学生）：中居正広
- 井崎照子（伸一の後妻・浩の義母）：中尾ミエ
- 井崎伸一（浩の父・東吾の息子）：秋野太作
- 竹原菊（東吾が想いを寄せている茶飲み友達）：奈良岡朋子
- （菊の孫）：中山忍
- 長谷川哲夫
- 水原英子

- 真砂子久江（東吾の亡き親友の恋人）：草笛光子
- 真砂子健一（久江の子）：高橋長英
- （久江の孫）：加賀千景
- 観光案内センター職員：赤城太郎
- 川田しのぶ
- 山田良隆
- 橋口和生
- 大橋伸予

## スタッフ
- 脚本：布勢博一
- プロデュース・演出：小林俊一
- 音楽：津島利章
- 企画：小林義和
- スタジオ：東京メディアシティ
- 技術協力：フォーチュン
- 美術協力：フジアール
- 照明協力：プログレッソ
- 編集・MA：パークタワーウエスト、テクノマックス
- ロケ協力：伊香保町観光課、伊香保温泉観光協会 ほか
- 製作：フジテレビジョン、彩の会